# Albert von Haller (Publizist)
Albert von Haller (* 17. März 1903 in Haggers (Kreis Rapla, Estland, damals Russisches Kaiserreich; † 2000) war ein deutscher Publizist), der sich mit Zeitfragen der Natur- und Geisteswissenschaften beschäftigte. Sein besonderes Interesse galt Afrika.

## Leben
Nach dem Besuch der Gymnasien in Reval und Hannover und dem Studium an der Universität Berlin war von Haller publizistisch tätig. Seine auf vielen Reisen gewonnenen Erkenntnisse verarbeitete er als Verlagsleiter, Schriftleiter und freier Publizist in Berlin und Stuttgart. U. a. war er für die Deutsche Verlagsanstalt tätig. Lange Jahre hielt er sich in Afrika auf, v. a. in Liberia.

## Werk
Alber von Haller schilderte seine Erlebnisse und Erfahrungen mit den gerade erst zur modernen Zivilisation in Beziehung tretenden und noch in festen Stammesordnungen lebenden Bewohnern des Binnenlandes Liberias in seinem Buch Die Welt des Afrikaners – Erlebnisse, Erfahrungen und Erkenntnisse für die Zukunft (1960).
Weiterhin befasste er sich mit ernährungswissenschaftlichen Fragen, biologischen und kulturellen Themen. Er popularisierte die durch das Studium abgeschieden lebender Völker gewonnenen Erkenntnisse des amerikanischen Zahnarztes und Ernährungswissenschaftlers Weston Price über ernährungsbedingte Zivilisationsschäden und deren Vermeidung in seinem Buch Gefährdete Menschheit. Macht und Geheimnis der Nahrung behandelt die Geschichte der Ernährungsforschung im 20. Jahrhundert.
Ein amerikanischer Rezensent urteilt über sein Buch The vitamin hunters (1962), das sich mit Vitaminmangelerkrankungen befasst: „Although the rhetoric of German-educated Albert Von Haller borrows more from Goethe than FDA (Food and Drug Administration), his book is a sturdy and generally satisfactory study of nutrition, the past plagues, current fads and the scientists who staked out causes and cure-alls of deficiency diseases.“

## Werke
- Gefährdete Menschheit: Ursachen und Verhütung der Degeneration. Hyppokrates Verlag, 1956. 10. Auflage 2001, ISBN 978-3-7773-1698-7.
- Küche unterm Mikroskop: Forscher ergründen Macht und Geheimnis der Nahrung. 1959. Niederländische Übersetzung: Ons dagelijks brood. De wetenschap in dienst van de voeding. 1960.
- The vitamin hunters. Chilton Company, 1962.
- Die Welt des Afrikaners – Erlebnisse, Erfahrungen und Erkenntnisse für die Zukunft. Econ Verlag, Düsseldorf 1960.
- (Hrsg. mit Cyprian Ekwensi:) Nigeria. Reihe: Moderne Erzähler der Welt. Erdmann Verlag, Tübingen, Basel 1973.
- Die Wurzeln der gesunden Welt: Notwendigkeit und Möglichkeit angewandter Ökologie. Boden und Gesundheit, 1976.
- Macht und Geheimnis der Nahrung. Die dramatischen Entdeckungen der Grundlagen von Leben und Gesundheit. Unikat-Verlag, 4. erw. Auflage 1995, ISBN 978-3-930634-07-1.